# 北海道福島商業高等学校
北海道福島商業高等学校（ほっかいどうふくしましょうぎょうこうとうがっこう、Hokkaido Fukushima Commercial High School）は、北海道松前郡福島町にある公立（道立）の商業高等学校。全日制商業科。

## 沿革
- 1951年 - 北海道福島高等学校の設置は認可。
- 1965年 - 道立に移管。
- 1968年 - 北海道福島商業高等学校と校名は変更。

## 部活動
- 陸上部
- ワープロ部
- バスケットボール部
- 茶道部
- 家庭部
- テニス部
- 野球部
- バレーボール部